# Carmen Kass
Carmen Kass (née le 14 septembre 1978 à Tallinn, en Estonie), est un mannequin estonien et une joueuse d'échecs ayant tourné dans plusieurs films.

## Mannequinat
Carmen Kass a grandi à Paide. Petite fille, elle vivait dans le village de Sika, où sa mère travaillait dans une ferme. Elle fut élevée par sa mère dans un petit appartement. À quatorze ans, elle fut découverte dans un supermarché de Tallinn, par un agent de mode italien.
Bien qu'elle ait eu l'ambition de se présenter pour le concours de Miss Estonie, une offre de vol pour Milan, afin de commencer une carrière de mannequin, lui sembla une alternative plus plaisante et lucrative.
Elle déménagea officiellement à Paris à dix-huit ans. Peu après, elle fit la couverture de magazines dans le monde, comme le Vogue Paris en 1997, puis Elle (en Australie), Image (au Royaume-Uni), Le Figaro Madame, Numéro, et Vogue (de nouveau en France et aux États-Unis), en 1999.
En 1999, elle obtint des contrats avec diverses marques de mode, telles que Alberta Ferretti, Anna Sui, Bill Blass, Dior, DKNY, Dolce & Gabbana, Gucci, Michael Kors, Moschino, Prada, Oscar de la Renta, Ralph Lauren, Tommy Hilfiger, Louis Vuitton ou Valentino.
Elle posa, de plus, pour de nombreuses publicités pour Calvin Klein, Chanel, Donna Karan, Givenchy, Fendi, Michael Kors, Versace, ainsi que General Motors.
Elle est connue pour son apparition dans une campagne de publicité de denims de Gap.
Elle fut la représentante de Sephora, et du parfum J'adore de Dior.
Carmen Kass fut nommée Mannequin de l'année, par Vogue, en 2000.
En 2006, elle a été présente dans les campagnes de publicité de Dsquared, Pedro del Hierro, Michael Kors et Chloé, avec Małgosia Bela.
En 2007, elle a conclu huit contrats rien que pour la collection printemps/été parmi lesquels Versace, Michael Kors, Salvatore Ferragamo, Gap, Peek & Cloppenburg, Bedat & Co, Time et Et Vous ?.

## Activités politiques

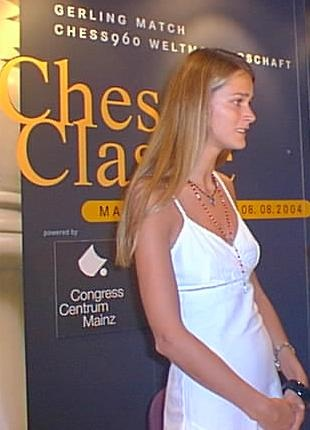
Carmen Kass en 2004.

En février 2004, elle a rejoint le parti au pouvoir, le parti Res Publica.
En mai 2004, elle se présenta aux élections pour le Parlement européen, l'Estonie ayant rejoint l'Union européenne. Elle rassembla 2 315 voix, mais ne fut pas élue au parlement.

## Joueuse d'échecs
Son père, professeur d'échecs, lui avait appris à jouer aux échecs lorsqu'elle était petite. Elle dédie d'ailleurs ses succès en mannequinat et dans la vie aux compétences qu'elle a apprises en jouant aux échecs. En 2004, elle est élue présidente de la ligue d'échecs nationale estonienne,, et a fait du campagne pour que l'Olympiade d'échecs de 2008 se tienne à Tallinn. C'est toutefois la ville allemande de Dresde qui fut choisie. Elle est restée présidente de la fédération estonienne des échecs de 2004 à 2011.

## Agences
Elle possède une partie de son agence, Baltic Models.
- Women Model Management, New York
- Baltic Models, Tallinn
- Brave Model Management, Milan
- Silent Models, Paris
- Storm Model Management, Londres

## Filmographie
- 2001 : Zoolander de Ben Stiller (elle-même)
- 2002 : Welcome to America de John Sjogren & Rish Mustaine (Prof. Kaia Hiiernum)
- 2004 : Point & Shoot de Shawn Regruto (Carmen)
- 2004 : Set Point (Täna öösel me ei maga) (Nous ne dormirons pas ce soir), film policier estonien d'Ilmar Taska (Alis)
- 2007 : Corazón de…, épisode du 4 avril 2007 (elle-même)

## Divers
- Carmen Kass est connue pour son style de défilé particulier, étant particulièrement grande, avec de petits pieds[réf. souhaitée].
- Elle a eu une liaison avec Leonardo DiCaprio et, depuis 2004, est avec Eric Lobron, un grand maître international.